# 화이트 블러드
화이트 블러드는 목요일에 연재 중인 네이버 웹툰이다.

## 줄거리
순혈 뱀파이어 박하얀. 사랑하는 사람들을 지키기 위해 뱀파이어들과 싸운다!

## 등장인물
- 박하얀

뱀파이어중 가장 강한 순혈 뱀파이어이며 뱀파이어가 더는 나쁜 짓을 못하게 '사자'와 '신'이라는 뱀파이어를 추적하여 없애려 하고있다.
- 황은태

뱀파이어 대책반에 있는 형사이며, 뱀파이어다. 박하얀과 같이 일하고있으며 하은이의 오빠이다. 당시 하은이와 부모님이 뱀파이어였던 일로 갈등이 있었지만 잘 풀려 현재는 전과 같이 우애좋은 남매사이로 돌아왔다.
- 황하은

황은태의 동생이다. 황은태가 부모님을 죽였다고 생각하여 황은태를 미워하게 되었다. 하지만 현재는 잘 풀린 상태이다.
- 서요한(신)

사자들에게 신이라 불리는 또다른 순혈 뱀파이어다. 그러나 작화를 보면 반쪽만 파란눈이고 순혈 뱀파이어 (박하얀의 부모님)의 심장을 한 개밖에 못 먹어서 반쪽짜리 순혈이다.
- 송아영(아스)

뱀파이어들의 사자.
한때 예쁘고 인기있는 배우였으나 박하얀 덕분에 진짜 자신을 찾아 현재는 실종상태이다.